# Izunokuni
Izunokuni (japanska: 伊豆の国市?, Izunokuni-shi) är en stad i Shizuoka prefektur i Japan. Staden bildades 2005 genom sammanslagning av kommunerna Izunagaoka, Nirayama och Ōhito.